# Team Polti VisitMalta
Team Polti VisitMalta (código UCI: PTV) es un equipo ciclista profesional italiano de categoría UCI ProTeam que fue creado en 2018. El dueño es el exciclista Alberto Contador. Participa en las divisiones de ciclismo de ruta UCI ProSeries, y los Circuitos Continentales UCI, corriendo asimismo en aquellas carreras del circuito UCI WorldTour a las que es invitado.
El conjunto tiene su origen en España con la Fundación Contador, creada por el ciclista madrileño, y es un equipo de desarrollo para el conjunto Trek-Segafredo.
En la temporada 2021 el equipo cambia de patrocinadores tras la incorporación de la empresa italiana EOLO de servicios de Internet inalámbrico de banda ancha con un acuerdo a tres años.
En 2024 vuelve al pelotón internacional el patrocinador italiano, fabricante de electrodomésticos, Polti, tras la desaparición del mítico Team Polti en el año 2000.
La primera victoria del equipo fue en la primera etapa del Tour de Antalya de 2018 al ganar Matteo Moschetti el sprint del pelotón.

## Corredor mejor clasificado en las Grandes Vueltas
| Año  | Giro de Italia         | Tour de Francia | Vuelta a España |
| ---- | ---------------------- | --------------- | --------------- |
| 2018 | -                      | -               | -               |
| 2019 | -                      | -               | -               |
| 2020 | -                      | -               | -               |
| 2021 | 16.º Lorenzo Fortunato | -               | -               |
| 2022 | 15.º Lorenzo Fortunato | -               | -               |
| 2023 | 21.º Lorenzo Fortunato | Bandera de ?    | Bandera de ?    |
| 2024 | 13.º Davide Piganzoli  | -               | -               |
| 2025 | 14.º Davide Piganzoli  | Bandera de ?    | Bandera de ?    |

## Equipo filial
El equipo tiene un conjunto filial sub-23 y otro en categoría junior con el mismo nombre.

## Clasificaciones UCI
A partir de 2005 la UCI instauró los Circuitos Continentales UCI, donde el equipo está desde que se creó en 2018, registrado dentro del UCI Europe Tour.

### UCI America Tour
| Temporada | Clasificación por equipos | Mejor corredor | Puesto |
| 2018      | 40.º                      | Michel Ries    | 359.º  |

### UCI Europe Tour
| Temporada | Clasificación por equipos | Mejor corredor      | Puesto |
| 2018      | 63.º                      | Matteo Moschetti    | 230.º  |
| 2019      | 57.º                      | Márton Dina         | 448.º  |
| 2020      | 46.º                      | Alessandro Fancellu | 427.º  |
| 2021      | 17.º                      | Lorenzo Fortunato   | 137.º  |
| 2022      | 11.º                      | Vincenzo Albanese   | 103.º  |
| 2023      | 8.º                       | Vincenzo Albanese   | 103.º  |

## Palmarés
Para años anteriores véase: Palmarés del Team Polti VisitMalta

### Palmarés 2025

#### UCI WorldTour
| Fechas | Carreras | Ganador |

#### UCI ProSeries
| Fechas     | Carreras                               | Ganador         |
| 6 de julio | 1.ª etapa de la Vuelta al Lago Qinghai | Manuel Peñalver |

#### Circuitos Continentales UCI
| Fechas | Circuito | Carreras | Ganador |

#### Campeonatos nacionales
| Fechas      | Carreras                               | Ganador         |
| 29 de junio | Campeonato de Malta en Ruta            | Aidan Buttigieg |
| 13 de julio | Campeonato de Malta Contrarreloj (CRI) | Aidan Buttigieg |

## Plantilla

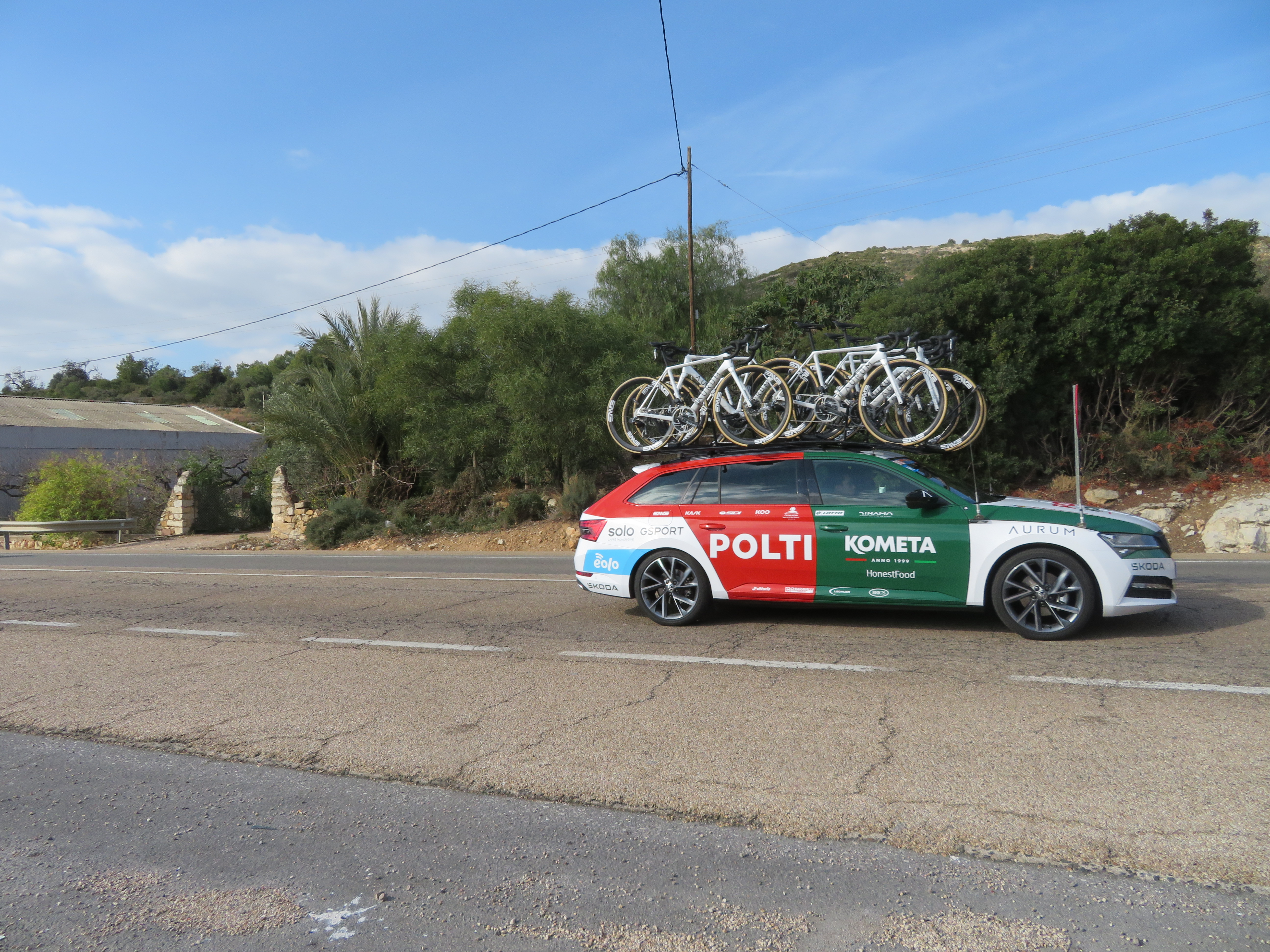
Ciclismo de competición, vehículo de apoyo a los ciclistas del equipo "Polti Kometa".

Para años anteriores véase: Plantillas del Team Polti VisitMalta

### Plantilla 2025
| Nombre              | Nacimiento | Nacionalidad | Equipo 2024                     |
| Davide Bais         | 02/04/1998 | Italia       | Team Polti Kometa               |
| Mattia Bais         | 19/10/1996 | Italia       | Team Polti Kometa               |
| Aidan Buttigieg     | 18/07/1997 | Malta        | Team Polti Kometa (stagiaire)   |
| Ludovico Crescioli  | 20/10/2003 | Italia       | Team Technipes #inEmiliaRomagna |
| Davide De Cassan    | 04/01/2002 | Italia       | Team Polti Kometa               |
| Pablo García        | 16/01/2001 | España       | Team Polti Kometa U23           |
| Germán Darío Gómez  | 08/03/2001 | Colombia     | Team Polti Kometa               |
| Giovanni Lonardi    | 09/11/1996 | Italia       | Team Polti Kometa               |
| Mirco Maestri       | 26/10/1991 | Italia       | Team Polti Kometa               |
| Álex Martín         | 25/01/2000 | España       | Team Polti Kometa               |
| Francisco Muñoz     | 24/06/2001 | España       | Team Polti Kometa               |
| Manuel Peñalver     | 10/12/1998 | España       | Team Polti Kometa               |
| Andrea Pietrobon    | 11/03/1999 | Italia       | Team Polti Kometa               |
| Davide Piganzoli    | 08/07/2002 | Italia       | Team Polti Kometa               |
| Gabriele Raccagni   | 05/02/2003 | Italia       | Team Polti Kometa (stagiaire)   |
| Javier Serrano      | 17/04/2001 | España       | Team Polti Kometa               |
| Diego Pablo Sevilla | 04/03/1996 | España       | Team Polti Kometa               |
| Fernando Tercero    | 28/12/2001 | España       | Team Polti Kometa               |
| Alessandro Tonelli  | 29/05/1992 | Italia       | VF Group Bardiani-CSF Faizanè   |
| Samuele Zoccarato   | 09/01/1998 | Italia       | VF Group Bardiani-CSF Faizanè   |

Stagiaires

Desde el 1 de agosto, los siguientes corredores pasaron a formar parte del equipo como stagiaires (aprendices a prueba).
| Corredor            | Nacimiento | Nacionalidad | Equipo 2025                        |
| ------------------- | ---------- | ------------ | ---------------------------------- |
| Giovanni Bortoluzzi | 03/11/2002 | Italia       | General Store-Essegibi-F.Lli Curia |
| Mattia Gaffuri      | 04/07/1999 | Italia       | Swatt Club                         |
| Charlie Meredith    | 07/04/1998 | Reino Unido  | Grupo Eulen-NUUK                   |